# De otio

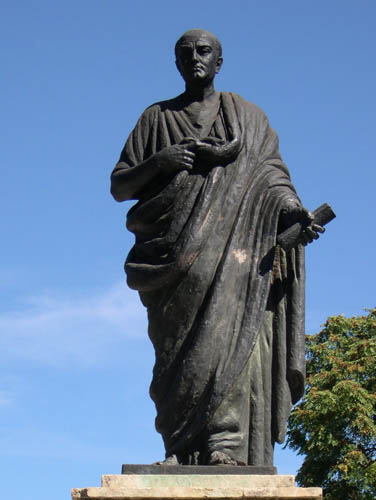
Seneca-Statue in Cordoba

De Otio (wörtlich Über die Muße, in Übersetzungen „Die Zurückgezogenheit“ benannt) ist ein philosophischer Dialog des antiken Autors Seneca. Darin äußert sich Seneca über seine Ansichten bezüglich des otium, wobei die Übersetzung dieses Begriffs bereits kontrovers ist (wörtlich etwa: „Freizeit“, „Muße“, „Ruhe“ …). In Senecas Schrift kann etwa folgende Definition angewendet werden: „ein Lebenszustand ohne politische Tätigkeiten“.

## Inhalt
Der antike Text ist nur teilweise in einem größeren, zusammenhängenden Abschnitt überliefert; Anfang und Ende des Dialogs fehlen. Der überlieferte Teil wird üblicherweise in acht Abschnitte gegliedert.
Seneca führt in den überlieferten Teilen einige übliche Positionen der großen antiken Philosophenschulen – der Epikureer und der Stoiker – gegenüber dem otium auf und wägt ab, welche dieser Positionen er persönlich am ehesten vertreten möchte. Dabei weicht er von der stoischen Philosophie, der er eigentlich folgte, an einigen Stellen ab – obwohl er genau dies zu widerlegen versucht – und deutet deren Positionen um oder entwickelt sie weiter.
Vor allem geht es Seneca hier um den Streit, wann ein Philosoph sich der Freizeit widmen darf. Die epikureische Philosophie bezieht dabei den Standpunkt, dass der Philosoph grundsätzlich nichts in der Politik verloren habe, es sei denn, es ist dringend notwendig; die stoische Philosophie hingegen vertritt die Ansicht, der Philosoph müsse grundsätzlich in der Politik aktiv sein, es sei denn, es wird ihm – z. B. aufgrund der Herrschaftsform – verweigert.
Schließlich versucht Seneca zu belegen, dass das otium eigentlich keine „Freizeit“ in dem Sinne ist, sondern lediglich eine Beschäftigung mit nicht-politischen Angelegenheiten wie z. B. der Naturwissenschaft, die aber ebenfalls als „naturgemäße“ und anständige Tätigkeiten verteidigt werden, die an sich keine schlechtere Tätigkeit als politische Betätigung darstellen sollen.

## Ausgaben
- L. Annaei Senecae Philosophi Opera Omnia. Ad optimorum librorum fidem accurate edita. Ed. stereotyp. C. Tauchnitiana. 4 Bde. Lipsiae Holtze 1911.
- L. Annaeus Seneca. Philosophische Schriften. Hrsg. von Manfred Rosenbach. Erster Band. 5. Aufl. Darmstadt 1995.
- L. Annaeus Seneca. Philosophische Schriften. Hrsg. von Manfred Rosenbach. Zweiter Band. 4. Aufl. Darmstadt 1993.
- Lucius Annaeus Seneca. Philosophische Schriften. Erster Band. Dialoge. Dialoge I–VI. Übersetzt, mit Einleitungen und Anmerkungen versehen von Otto Apelt. Meiner, Hamburg 1993, ISBN 3-7873-1129-7.
- Lucius Annaeus Seneca. Philosophische Schriften. Zweiter Band. Dialoge. Dialoge VII–XII. Übersetzt, mit Einleitungen und Anmerkungen versehen von Otto Apelt. Meiner, Hamburg 1993, ISBN 3-7873-1129-7.